# Jouko Jokinen
Jouko Ilmari Jokinen (* 30. November 1936 in Rovaniemi; † September 2024) war ein finnischer Eisschnellläufer.

## Werdegang
Jokinen wurde im Jahr 1954 finnischer Juniorenmeister im Kleinen Vierkampf und nahm von 1955 bis 1967 an internationalen Wettbewerben teil. Dabei errang er bei der Mehrkampfeuropameisterschaft 1957 in Oslo den 24. Platz und dort bei der Mehrkampfweltmeisterschaft 1959 den 38. Platz im Großen Vierkampf. Bei seiner ersten Teilnahme an Olympischen Winterspielen im Februar 1960 in Squaw Valley kam er auf den 42. Platz über 1500 m und auf den vierten Rang über 1500 m. In der Saison 1960/61 lief er bei der Mehrkampfweltmeisterschaft 1961 in Göteborg und bei der Mehrkampfeuropameisterschaft 1961 in Helsinki jeweils auf den 20. Platz im Großen Vierkampf. In den folgenden Jahren belegte er bei der Mehrkampfweltmeisterschaft 1962 in Moskau den 34. Platz im Großen Vierkampf und bei den Olympischen Winterspielen 1964 in Innsbruck den 19. Rang über 1500 m. Seine beste Platzierung bei finnischen Meisterschaften erreichte er im Jahr 1967 mit dem zweiten Platz über 500 m.

## Erfolge

### Olympische Spiele
- 1960 Squaw Valley: 4. Platz 1500 m, 42. Platz 500 m
- 1964 Innsbruck: 19. Platz 1500 m

### Mehrkampf-Weltmeisterschaften
- 1959 Oslo: 38. Platz Großer Vierkampf
- 1961 Göteborg: 20. Platz Großer Vierkampf
- 1962 Moskau: 34. Platz Großer Vierkampf

### Mehrkampf-Europameisterschaften
- 1957 Oslo: 24. Platz Großer Vierkampf
- 1961 Helsinki: 20. Platz Großer Vierkampf

## Persönliche Bestzeiten
| Disziplin | Zeit        | Datum            | Ort                  |
| --------- | ----------- | ---------------- | -------------------- |
| 500 m     | 41,3 s      | 9. Januar 1967   | Innsbruck            |
| 1000 m    | 1:25,8 min  | 9. Januar 1967   | Innsbruck            |
| 1500 m    | 2:11,8 min  | 19. Januar 1963  | Madonna di Campiglio |
| 3000 m    | 4:56,2 min  | 8. Dezember 1965 | Rovaniemi            |
| 5000 m    | 8:14,4 min  | 13. Januar 1967  | Madonna di Campiglio |
| 10.000 m  | 17:28,8 min | 19. Januar 1963  | Madonna di Campiglio |